# Thiên hoàng Juntoku
Juntoku (順徳 Juntoku-tennō ?, Thuận Đức) (22 tháng 10 năm 1197 - 07 tháng 10 năm 1242) là Thiên hoàng thứ 84 của Nhật Bản theo danh sách kế thừa truyền thống. Triều đại của ông kéo dài từ năm 1210 đến năm 1221.

## Phả hệ
Trước khi lên ngôi, ông có tên cá nhân của mình (imina) là Morinari -shinnō (守成親王 ?).
Ông là con trai thứ ba của Thiên hoàng Go-Toba. Mẹ ông là Shigeko (重子), con gái của Fujiwara Hanki.

## Lên ngôi Thiên hoàng
Tháng 12/1210, Thượng hoàng Go-Toba ép con trưởng là Thiên hoàng Tsuchimikado nhường ngôi cho em trai mới 13 tuổi là thân vương Morinari. Thân vương lên ngôi lấy hiệu là Thiên hoàng Juntoku.
Cũng giống như vua anh là Tsuchimikado, ông không có quyền lực gì ngoài việc bị cha là Thượng hoàng Go-Toba chi phối.
Tháng 4/1221, Thiên hoàng bị cha truất phế và buộc phải nhường ngôi cho con trai là Kanenari mới 3 tuổi. Kanenari sẽ lên ngôi, hiệu là Thiên hoàng Chūkyō.
Tháng 5/1221, do có liên lụy đến loạn Jōkyū do cha đề xướng để chống lại Mạc phủ bị thất bại, Thượng hoàng Juntoku bị bắt đi đày cùng với cha và anh trai. Tại nơi lưu đày là đảo Sado, Thượng hoàng Juntoku học làm thơ và biết giảng giải về thơ của Fujiwara no Sadaie (1162 - 1241). Nhiều bài thơ của nhà thơ này được tập hợp vào một quyển duy nhất là Ogura Hyakunin Isshu. Các bài thơ trong quyển tuyển tập này có sức cuốn hút đến mức vang ra tận ngoài quần đảo Nhật Bản, đó là nguồn gốc hình thành trò chơi Uta-garuta - thể loại thẻ (bài thơ) truyền thống Nhật Bản.
Tháng 5/1242, Thượng hoàng Juntoku mất tại nơi lưu đày.

### Kugyō
- Quan bạch: Konoe Iezane, d. 1242.
- Tả đại thần
- Hữu đại thần
- Nội đại thần
- Đại nạp ngôn

### Niên hiệu
- Jōgen (1207–1211)
- Kenryaku (1211–1213)
- Kempō (1213–1219)
- Jōkyū (1219–1222)

## Gia đình
- Hoàng hậu (chūgū): Kujo Fujiwara no Ritsushi (?) (九条(藤原)立子). Bà sinh ra: công chúa Taiko (諦 子 内 親王), Hoàng tử Kanenari (懐成親王) (Thiên hoàng Chūkyō)
- Quý phu nhân: Con gái của Fujiwara Norimitsu (藤原 範 光). Bà sinh ra Hoàng tử Zentō (善 統 親王), hoàng tử Hikonari (彦成 王)
- Consort: Con gái của Fujiwara Sayaki (藤原 清 季). Bà sinh ra hoàng tử Tadanari (忠 成 王)